# AMX (Automarke)
AMX war eine brasilianische Automarke.

## Markengeschichte
Ein Unternehmen aus Salvador begann 1980 mit der Produktion von Automobilen. Der Markenname lautete AMX, möglicherweise auch Miglio AMX. 1990 endete die Produktion. Eine staatliche Quelle kennt Fahrzeuge der Baujahre bis 1991.

## Fahrzeuge
Im Angebot stand ein VW-Buggy. Das Fahrgestell vom VW Brasília bildete die Basis. Darauf wurde eine offene Karosserie montiert. Die eckigen Scheinwerfer stammten vom Fiat 147.